# Sitio de Eshowe
El asedio de Eshowe fue parte de un ataque en tres frentes contra el Impis  Zulú del rey Cetshwayo en Ulundi durante la guerra anglo-zulú. Después de una exitosa incursión hasta Eshowe, también conocido como Fort Ekowe o kwaMondi, el coronel Charles Knight Pearson fue sitiado allí durante dos meses por los zulúes.

## Preludio: Inyezane
La Columna N.° 1 de la fuerza de invasión británica, bajo el mando del coronel Charles Knight Pearson, se le había ordenado establecer una base avanzada en Eshowe antes de continuar el avance sobre Ulundi. La fuerza cruzó el río Tugela desde  Natal hasta  Zululand el 12 de enero de 1879. El avance fue suave y constante hasta el 22 de enero, cuando una fuerza zulú intentó impedirles el paso. Los británicos acamparon a unas 4 millas al sur del río Inyezane, que habían cruzado el día anterior, bajo una escarpada cresta con tres espolones que bajaban hacia el río, y rodeados de matorrales. Una prominente loma estaba a medio camino, y un pequeño kraal a la izquierda de la cresta.
Poco después de las 08:00, un pequeño número de zulúes apareció cerca de la loma en la cresta, y una compañía del «Contingente Nativo de Natal» (NNC), bajo el mando del Teniente Hart, fue enviada a la espuela tras ellos. Mientras esta compañía los perseguía, una masa de zulúes apareció sobre la cima de la cresta y comenzó a extenderse hacia abajo. Estos hombres eran el ala izquierda de una fuerza de 6000 hombres, enviados al mismo tiempo que el ejército que contrató a los británicos en Isandlwana, que se estaban preparando justo encima de la cresta, para atacar el campamento británico. Este cuerno o ala izquierdo había sido incitado a un ataque prematuro por el avance de la compañía del teniente Hart, y frente a este avance el NNC huyó, dejando a sus oficiales y suboficiales europeos para hacer una defensa infructuosa antes de ser barridos. Tan pronto como Hart y sus hombres comenzaron a disparar, el campo se preparó para la defensa, formando una línea de fuego apresurada. Una compañía naval y dos compañías de Buffs con una ametralladora Gatling y cañones de 7 libras se movieron hasta el montículo, abriéndose paso a través de la columna Zulú que avanzaba. Así, cuando los zulúes salieron de la maleza y comenzaron su asalto al campo, estaban recibiendo fuego pesado tanto en su flanco como en el frente de su fuerza. Los zulúes vacilaron y luego se retiraron por donde habían venido.
Mientras se repelía el cuerno izquierdo, el resto del impi zulú apareció sobre la cresta. El kraal fue tomado y, cambiando sus cañones para concentrarse en él, la fuerza que previamente atacaba el flanco del cuerno izquierdo avanzó por la ladera y capturó el kraal. Esta posición permitió a los británicos trasladar la ametralladora Gatling a la cresta, donde su rápido fuego pronto hizo que los zulúes se alejaran del centro y del extremo izquierdo de la cresta, ya que las tropas montadas británicas subieron por el espolón de la derecha para completar la acción. El exitoso contraataque causó 10 muertos y 16 heridos británicos. El impi zulú se retiró con 350 muertos.

## Llegada a Eshowe
Pearson continuó su marcha sin obstáculos y al día siguiente llegó al fuerte de la misión cerca de Eshowe a 28°54′28.7″S 31°27′41″E, a 2000 pies sobre el nivel del mar. Eshowe consistía en una iglesia desierta, una escuela y la casa de un misionero noruego. Las colinas bajas lo rodeaban a unos 400 metros al norte, este y oeste, pero al sur se podía ver el Océano Índico. Pearson envió un grupo de carros vacíos, con escoltas, para recoger nuevos suministros de la Deriva Inferior mientras el resto de sus fuerzas empezaban a atrincherarse. Al día siguiente, el 24 de enero, recibió un mensaje inquietante para Pearson: La columna N.º 2 del Coronel Anthony Durnford había sido aniquilada en la Deriva Media, dejando a la Deriva Baja detrás de Eshowe en grave peligro. Si los zulúes tomaran la deriva inferior, Eshowe quedaría aislado y no habría nada entre el ejército zulú y Natal.
Dos días después, Lord Chelmsford contactó con Pearson. Sin dar detalles del desastre de Isandlwana, le informó que todas las órdenes anteriores habían sido canceladas y que debía tomar las medidas que considerara oportunas para preservar su columna, incluida la retirada de Eshowe si fuera necesario. Si se retiraba, debía sostener la cabeza del puente en la Deriva Inferior, pero podría ser atacado por todo el Ejército Zulú. Pearson no tenía información precisa sobre el paradero del enemigo, y aunque sus defensas alrededor de la misión pronto estarían completas, no era una posición ideal para defenderse. Su fuerza era buena para municiones, pero otros suministros eran insuficientes y el consenso general de sus subordinados era el de retirarse a la Deriva Inferior. La decisión de quedarse se tomó cuando llegó la noticia de la devolución de los vagones de suministro, con otras cinco compañías como refuerzo de la Lower Drift.

## Sitio de Eshowe
El fuerte que rodeaba la misión era aproximadamente rectangular, de 200 yardas de largo y 50 yardas de ancho, con muros de bucles de 6 pies de alto, y estaba rodeado por una amplia zanja en la que se clavaban palos afilados. Una segunda línea de defensa, en caso de caída de la muralla exterior, se formó con el remolque de los vagones dentro de las murallas. Se construyó un kraal de caballos y ganado, así como un abatís, y se despejó un campo de fuego a lo largo y ancho de 800 yardas. La guarnición contaba con 1300 soldados y marineros, además de 400 vagones.
La aparición de grandes cuerpos de zulúes en las colinas circundantes el 2 de febrero, aunque se retiraron bajo bombardeo de los aviones de 7 libras, obligó a Pearson a pedir refuerzos. Una semana después, se enteró por primera vez de toda la magnitud de la derrota de la columna central en Isandlwana y se le dijo que no se podían hacer refuerzos. Pearson estaba solo, pero aun así podía retirarse. Consideró la posibilidad de retirar parte de su guarnición, si Chelmsford estaba de acuerdo, pero al no obtener respuesta y no recibir más corredores, quedó claro que Eshowe estaba completamente aislada. La guarnición se quedaría sin provisiones a principios de abril.
El mes de febrero pasó sin ningún ataque zulú, salvo los ataques de francotiradores y las escaramuzas entre patrullas. El comienzo de marzo llevó a Pearson a atacar un kraal a 7 millas de distancia, para evitar que los soldados se quedaran de brazos cruzados. Al día siguiente un heliógrafo fue visto señalando desde Fort Tenedos y un aparato improvisado permitió a Eshowe responder. La guarnición se enteró de que una fuerza de socorro abandonaría la Manga Inferior el 13 de marzo y que debían avanzar hasta el Inyezane para encontrarse con ella. Esta era una noticia alentadora para la guarnición, con las raciones agotadas y las enfermedades que habían matado a 20 hombres. Pocos días después, otro mensaje advirtió de un retraso en la llegada de la columna de socorro hasta el 1 de abril.

## Columna de socorro
Lord Chelmsford dirigió esta columna, compuesta por 3390 europeos y 2280 africanos, para relevar a las fuerzas de Eshowe. La fuerza tenía un rango de artillería, incluyendo dos cañones de 9 libras, cuatro tubos de cohetes de 24 libras y dos ametralladoras Gatling. El progreso fue lento, ya que además de tomar una ruta indirecta para evitar emboscadas, los ríos que tenían que atravesar estaban llenos debido a las lluvias torrenciales. En la noche del 1 de abril, los observadores de Pearson en Eshowe pudieron ver la columna de relevo que se extendía en la orilla sur del Inyezane. El laager estaba situado en una cresta de 300 pies que discurría aproximadamente en dirección oeste-este. Al oeste de la cresta, el suelo se hundió, sólo para elevarse de nuevo a los 470 pies de la colina Umisi. El suelo estaba inclinado en todas las direcciones, permitiendo un buen campo de fuego. Una trinchera rodeaba una pared de tierra de alto hasta la cintura, que a su vez abarcaba 120 vagones que formaban un cuadrado con lados de 130 yardas de largo. Aquí la columna de socorro luchó en la batalla de Gingindlovu, con victoria británica, antes de continuar hacia Eshowe.

## Liberación de Eshowe
El 3 de abril, la columna de socorro entró en Eshowe, encabezada por los gaiteros de los 91 Highlanders. El asedio de dos meses había sido levantado. Chelmsford concluyó que Eshowe no necesitaba ser retenido, y que las defensas construidas laboriosamente fueron demolidas. Acampando la primera noche después de su partida el 6 de abril, los hombres de Pearson pudieron ver que los zulúes habían prendido fuego a Eshowe.